# The Hastings Center
Le Hastings Center est un institut indépendant de recherche en bioéthique basé à Garrison